# Idaea deliloides
Idaea deliloides là một loài bướm đêm trong họ Geometridae.